# Via del sale lombarda
La via del sale lombarda è un antico tracciato che permetteva il commercio del sale mettendo in comunicazione Pavia con Genova. Attraverso questa via transitavano le merci provenienti dal settentrione, soprattutto lana e armi, per raggiungere il porto di Genova dove, per il viaggio di ritorno veniva caricato il sale, materiale prezioso di difficile reperimento nei territori lontani dal mare, indispensabile per la conservazione degli alimenti e la concia del cuoio.

## Percorso
La via seguiva tutta la valle Staffora (provincia di Pavia), percorreva il crinale che divide la val Borbera (provincia di Alessandria) dalla val Boreca (provincia di Piacenza) per scendere in val Trebbia.
Il percorso da Pavia (dove si trovava uno dei più importanti Fondaci del Sale dell'Italia settentrionale, destinato anche a rifornire Milano) si dirigeva verso sud, su strade e mulattiere, toccando Voghera, si inoltrava lungo la valle Staffora, passando per Varzi, risaliva il fondovalle per Monteforte fino al paese di Castellaro, saliva al monte Bogleglio (1492 m), passando sul crinale per il monte Chiappo (1700 m), il monte Cavalmurone, il monte Legnà, il monte Carmo e il monte Antola (1597 m) discendeva a Torriglia in val Trebbia, punto di incontro con i tracciati piemontesi ed emiliani e da lì raggiungeva agevolmente Genova attraverso il passo della Scoffera.

## Storia
Dopo la caduta dei Longobardi a opera di Carlo Magno, il Sacro Romano Impero costituì i Feudi imperiali con lo scopo di mantenere un passaggio sicuro verso il mare; assegnò questi territori a famiglie fedeli, che dominarono per secoli questi feudi.
Le valli Staffora, Borbera, Curone, Trebbia, Aveto, Magra erano sotto il dominio della famiglia Malaspina che, in accordo con la città di Pavia, garantiva il flusso delle merci attraverso il suo territorio, riscuotendo relative tasse e gabelle e garantiva la sicurezza delle merci e la protezione dei viandanti. L'apertura di questa via per il mare fece diventare il paese di Varzi un centro commerciale di grande importanza fornito di negozi, magazzini e depositi e protetto da un castello cinto da mura.
Il trasporto dei sacchi di sale veniva effettuato a dorso di mulo, poiché le strette e disagevoli mulattiere che si inerpicavano sui pendii non permettevano certo il passaggio di carri.
 Una rete con punti di tappa offriva ad uomini ed animali alloggio e stallaggio per questa lunga traversata.
Oggi la via del sale, perso il suo valore commerciale, è divenuta meta frequentata di escursioni e trekking, snodandosi in un ambiente di particolare interesse naturalistico.
Tre sono le aree di salvaguardia:
- il Giardino botanico alpino di Pietra Corva, presso Romagnese in val Tidone, istituito nel 1967 per salvaguardare le specie botaniche di alta quota
- la Riserva naturale del monte Alpe, in provincia di Pavia, istituita nel 1983
- il Parco naturale regionale dell'Antola, in provincia di Genova, istituito nel 1995.